# Palazzo Dolfin (San Polo)

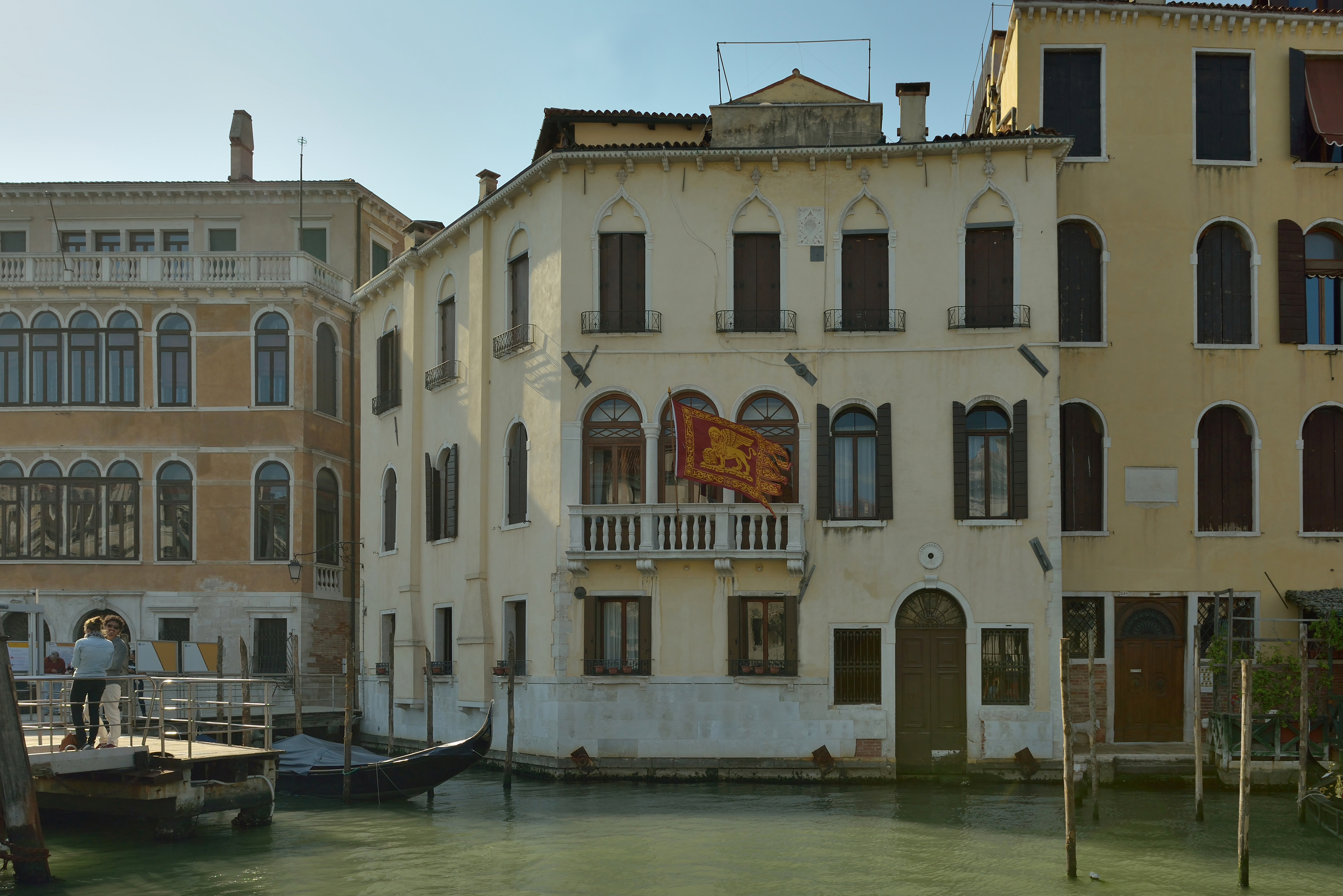
Der Palazzo Dolfin, San Polo, gelegen zwischen dem Palazzo Marcello dei Leoni (rechts) und dem Palazzo Dandolo Paolucci (links)

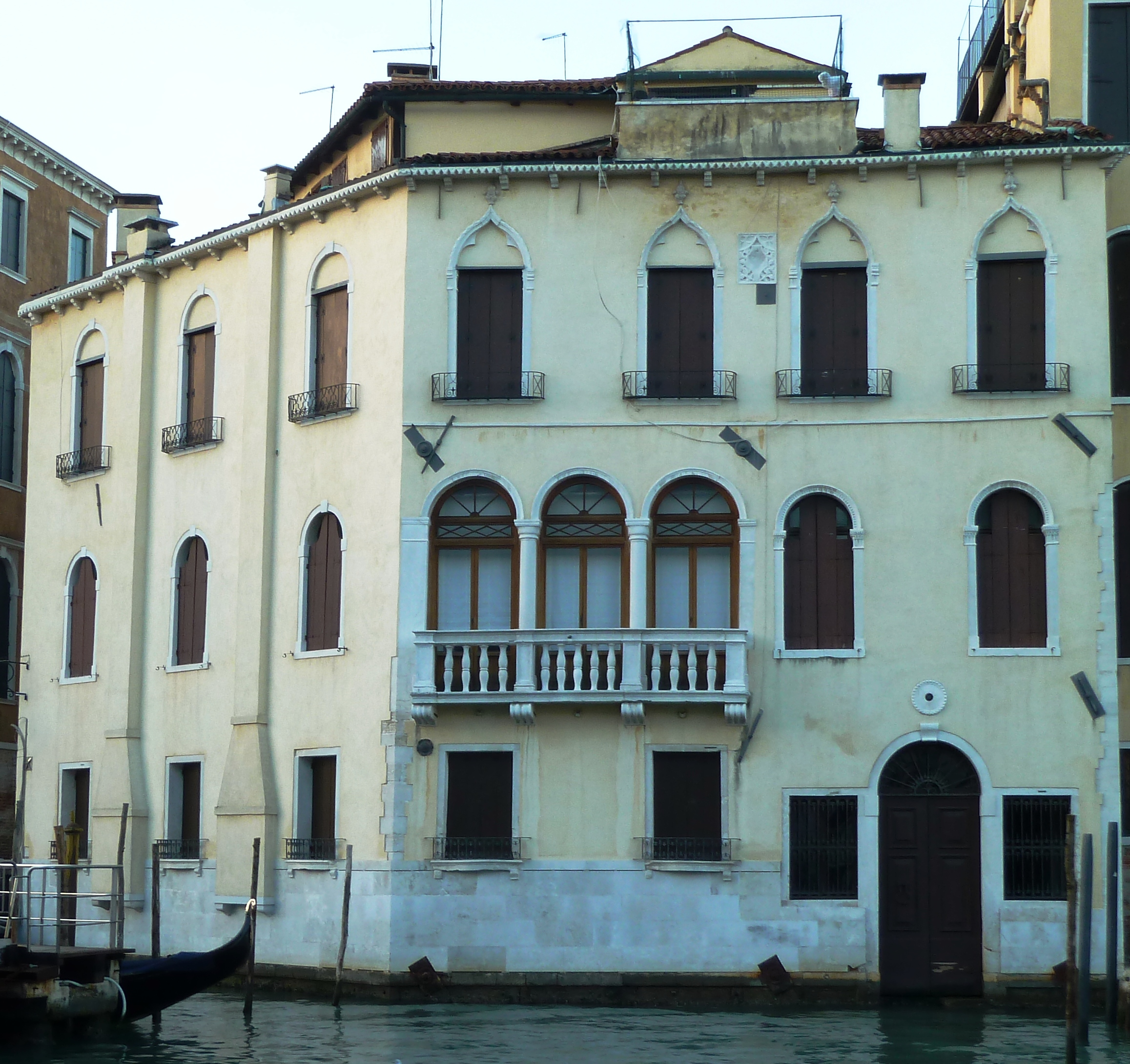
Fassade zum Canal Grande

Der Palazzo Dolfin ist ein venezianischer Palast im Sestiere San Polo, dessen Hauptfassade auf den Canal Grande blickt, wobei der Palast hier einem Knick des Wasserweges folgt. Das Bauwerk befindet sich zwischen dem Palazzo Marcello dei Leoni und dem Palazzo Dandolo Paolucci.
Das Renaissancebauwerk, das gotische Elemente seines Vorgängerbaus bewahrt hat, grenzt mit der Hauptfassade an die Hauptwasserstraße des historischen Zentrums, während es rückseitig auf die Calle del Traghetto Vecchio blickt.
Das Erdgeschoss verfügt rechtsseitig über ein Wasserportal mit zwei angelagerten Fenstern, weiter links befinden sich zwei weitere Fenster. Das piano nobile weist dort linksseitig einen Balkon mit Trifore in Form dreier Bogenfenster auf, dazu zwei Monoforen auf der rechten Seite. Das darüber liegende Geschoss, durch ein Geschossband abgeteilt, wird durch zwei Paar gotische Monoforen beherrscht. Linksseitig verfügt der Palast ebenfalls über drei Stockwerke mit jeweils drei Fenstern.